# Marlan Scully
Marlan Orvil Scully (Casper, Wyoming, 3 de agosto de 1939) é um físico estadunidense. É conhecido por seu trabalho em óptica quântica teórica.
É atualmente professor da Texas A&M University e da Universidade de Princeton.

## Publicações
- Berthold-Georg Englert, Marlan O. Scully e Herbert Walther (dezembro de 1994). «The Duality in Matter and Light». Scientific American. 271 (6): 56–61